# Mozilla Public License
Mozilla Public License (MPL) – licencja wolnego oprogramowania opracowana przez Netscape Communications na potrzeby projektu Mozilla. Obecnie rozwijana i utrzymywana przez Mozilla Foundation.

## Historia
Mozilla Public License została opracowana w 1998 roku przez Mitchell Baker pracującą jako prawnik w Netscape Communications. Około rok później wersja 1.1 tej licencji została wydana. 3 stycznia 2012 roku Fundacja Mozilla opublikowała wersję 2.0 swojej licencji.

## Zgodność z GPL
Według Free Software Foundation, kod źródłowy udostępniony na licencji MPL 2.0 jest kompatybilny z licencją GPL. Natomiast kod opublikowany na wcześniejszych wersjach MPL, z powodu pewnych narzuconych ograniczeń, nie może być łączony z kodem źródłowym na licencji GPL.